# Machnowschtschina

Eine der Flaggen der Machnowschtschina mit dem Schriftzug: „Macht gebiert Parasiten. Es lebe die Anarchie!“ (1919)

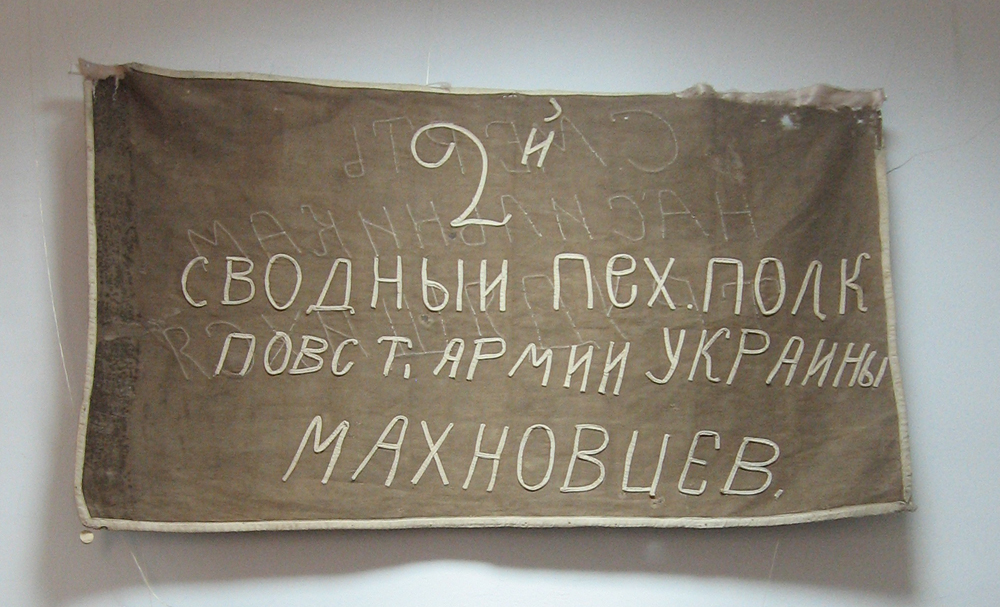
Flagge mit Schriftzug „2. vereinigtes Infanterieregiment der Aufständischen Armee der Ukraine, Makhnovisten“.

Die Machnowschtschina oder Machno-Bewegung (russisch Махновщина; wiss. Transliteration Machnovŝina, eigentlich Revolutionäre aufständische Armee der Ukraine; ukrainisch Революційна Повстанська Армія України, auch Schwarze Armee) war eine anarchistische Bauern- und Partisanenbewegung, die zwischen 1917 und 1922 während des russischen Bürgerkrieges in der Ukraine aktiv war. Mit dem Ziel der Selbstbestimmung der Bauern und Arbeiter versuchte sie in großen Teilen des Landes, anarchistische Gesellschaftsstrukturen zu verwirklichen.
Benannt ist die Machnowschtschina nach ihrem Initiator, dem von den Ideen Michail Bakunins und Peter Kropotkins beeinflussten Aktivisten Nestor Machno.

## Geschichte der Machnowschtschina

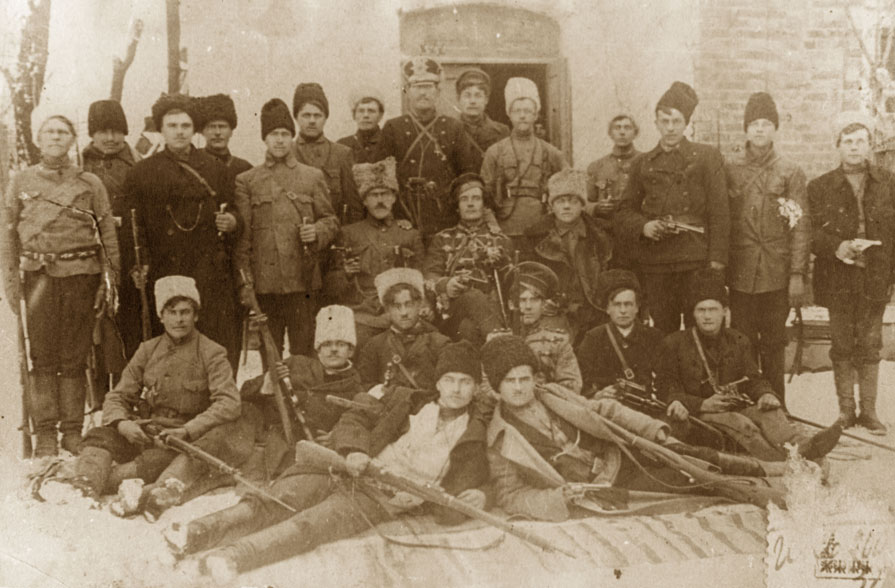
Eine Kampfgruppe Machnos (in der Bildmitte sitzend: Fedossij Schtschus in seinem charakteristischen Outfit, einer Matrosenmütze und der Uniformjacke eines Husaren)

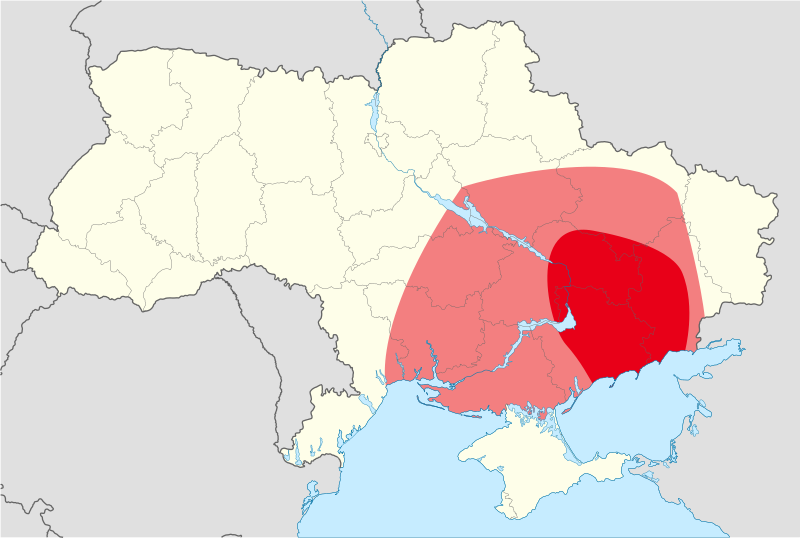
Ungefähres Gebiet

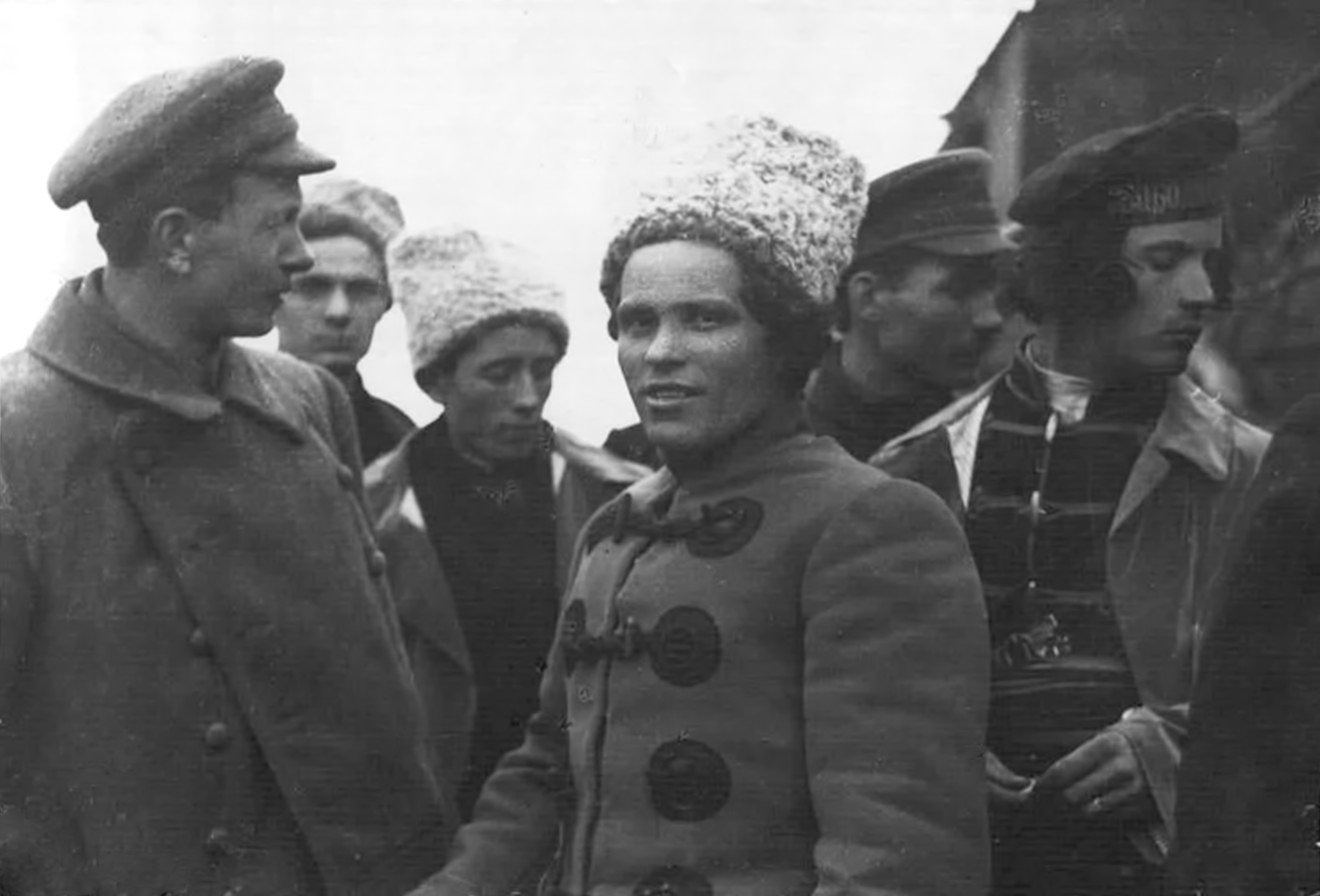
Kommandanten der Schwarzen Armee, 1919: Semen Karetnyk (Dritter von links), Nestor 'Batko' Machno (Mitte) und Fedossij Schtschus (Erster von rechts).

Die Ukraine wurde nach dem Friedensvertrag von Brest-Litowsk 1918 als Ukrainische Volksrepublik formal unabhängig, stand aber de facto unter dem Einfluss des Deutschen Reiches. Sie bildete den Preis, den die Bolschewiki unter Lenin und Trotzki für die Beendigung des Ersten Weltkrieges in Russland zunächst bezahlten.
Nach seiner Befreiung aus der Haft in Russland kehrte Nestor Machno 1917 in die Ukraine zurück, wo er mit der Agitation unter den Bauern und Arbeitern begann, deren gewerkschaftliche Organisierung aufzubauen. Er gründete eine schnell anwachsende Partisanenarmee aus freiwilligen Kämpfern, welche ihr Oberhaupt frei wählen durften. So kam es regional zu einer Wiederkehr des Atamanentums.
Die Machnowschtschina vertrieb den von den Mittelmächten eingesetzten Hetman Pawlo Skoropadskyj, machte die bürgerlich-liberale Regierung unter Symon Petljura bedeutungslos, enteignete die Großgrundbesitzer und Industriellen und organisierte die befreiten Gebiete, den so genannten „Freien Rajon“ nach anarchistischem Muster in einem Netzwerk selbstverwalteter Kommunen, in denen ein Rätesystem aufgebaut wurde.
Die Kommunen und die verschiedenen Räte waren neben der Versorgung und Verteilung der Güter unter der Bevölkerung auch zuständig für alle anderen Politikbereiche wie etwa Transport, Industrie, Kriegführung oder Kultur. Dazu gehörten auch der Aufbau von Schulen, eine Alphabetisierungskampagne und politische Aufklärung der Bauern und Partisanen. Rede-, Versammlungs-, Vereinigungsfreiheit wurden etabliert und die Pressezensur aufgehoben. Die staatliche Polizei und Gefängnisse wurden aufgelöst.
Für den gesamten freien Rajon abgestimmt wurden die Entscheidungen in einem Rayonkongress, einer Vollversammlung der Rätedelegierten. In der Ukraine fanden während der Zeit der Machnowschtschina allerdings nur drei statt.
Viele Maßnahmen wurden infolge der militärischen Bedrohung im russischen Bürgerkrieg verzögert und behindert – zuerst durch die Weiße Armee von zarentreuen Militärverbänden und darauf durch die Rote Armee der Bolschewiki.
In der Zeit ihrer größten Ausdehnung im Dezember 1919 gehörten der Machnowschtschina 83.000 Infanteristen und 20.135 Kavalleristen auf einem Gebiet von etwa 70–100.000 km² mit über 7 Millionen Einwohnern an.
Während der ersten Phase des russischen Bürgerkriegs war die Machnowschtschina zunächst mit der Roten Armee unter Trotzki verbündet. In einem aufreibenden und oft sehr grausamen Guerillakrieg bekämpften die Machnowzi, wie die Anhänger der Machnowschtschina genannt wurden, die gegen Zentralrussland vordringenden Weißen Armeen unter den Generälen Anton Iwanowitsch Denikin und Pjotr Nikolajewitsch Wrangel.

## Zerschlagung der Bewegung durch die Bolschewiki
Nachdem die Bolschewiki mit Unterstützung der Machnowschtschina den Kampf gegen die alten Mächte – die deutsch-österreichischen Besatzer und die Weißen Militärs – gewonnen und ihre Macht in Russland stabilisiert hatten, wandten sie sich gegen die Machnowschtschina, so wie sie zuvor in Russland anarchistische Kräfte niedergeschlagen hatten. Leo Trotzki führte den Kampf gegen die Machnowschtschina an und ordnete eine Zerstörung der Dörfer an, die loyal zu Nestor Machno standen. Als jedoch Wrangel, ein General der Weißen Armee, den Bolschewisten zu gefährlich wurde, verbündeten sie sich erneut mit den Anarchisten. Nach der Vertreibung Wrangels unterlagen die anarchistischen Partisanen der Machnowschtschina letztlich der Roten Armee. Bis zum Sommer 1922 wurden die letzten Gruppen der Machnowschtschina besiegt und aufgerieben. Die Ukraine wurde als Ukrainische Sowjetrepublik Teil Sowjetrusslands bzw. der Sowjetunion. Die Kommunistische Partei etablierte sich auch in der Ukraine zur beherrschenden Staatspartei bis zum Zerfall der Sowjetunion Ende 1991.
Machno selbst konnte sich mit einigen Kämpfern am 28. August 1921 verwundet nach Rumänien absetzen. Er verbrachte sein weiteres Leben im Exil und starb am 25. Juli 1934 in einem Pariser Armenhospital an Tuberkulose.
Als wichtigste Zeitschrift der Machnowschtschina, herausgegeben in Charkiw, gilt Put k swobode (deutsch: Weg zur Freiheit).